# Musée d'Art contemporain d'Istanbul
Le musée d'art contemporain d'Istanbul (en turc : İstanbul Çağdaş Sanat Müzesi, abrégé en iS.CaM) est un musée d'art indépendant situé à Istanbul, en Turquie, géré par des artistes et créé en 1997 par Genco Gulan comme un projet artistique. C'est le plus ancien musée d'art contemporain d'Istanbul.

## Web Biennal
Le Web Biennal (Web Biennial, abrégé en WB) est une exposition artistique d'art en ligne, organisée par le musée d'art contemporain d'Istanbul et fondée par Genco Gulan au tout début du XXIe siècle. Il a lieu tous les deux ans totalement sur le World Wide Web. Pour cette raison on peut dire qu'il se forme par des « pavillons numériques ».
Le Web Biennal ne s'intéresse pas seulement au net.art, soutenant également l’idée de « réseau des réseaux » étant une plate-forme indépendante de communication.